# Ohaveč
Ohaveč település Csehországban, a Jičíni járásban. Ohaveč Březina, Ostružno és Holín településekkel határos. Lakosainak száma 140 fő (2024. január 1.).

## Népesség
A település lakosságának változását az alábbi diagram mutatja:
| Lakosok száma | 149  | 146  | 119  | 93   | 72   | 61   | 87   | 108  | 117  | 140  |
|               | 1869 | 1890 | 1921 | 1950 | 1980 | 2001 | 2017 | 2019 | 2022 | 2024 |